# Closer to the Moon
Closer to the Moon (en rumano: Mai aproape de lună) es una comedia dramática rumano-estadounidense escrita y dirigida por Nae Caranfil, y protagonizada por Vera Farmiga, Mark Strong, Harry Lloyd, Joe Armstrong, Tim Plester, Christian McKay, y Anton Lesser. Está basada en la historia real de la banda Ioanid, y es una de las producciones más caras del cine rumano.
Se estrenó en Making Waves: New Romanian Cinema Festival en el Lincoln Centre el 29 de noviembre de 2013. La película se estrenó en Rumanía el 7 de marzo de 2014, y tuvo un estreno limitado en los Estados Unidos el 17 de abril de 2015 de la mano de Sundance Selects.

## Argumento
Tiene lugar durante el tiempo de postguerra en la Rumanía Comunista. Durante 1959 en Bucarest los miembros de la clase alta rumana Max Rosenthal (Mark Strong), Alice Bercovich (Vera Farmiga), Dumi Dorneanu (Tim Plester), Răzvan Orodel (Joe Armstrong) y Iorgu Ristea (Christian McKay), que conforman la banda Ioanid, anuncian a una multitud que están rodando una película. Un joven trabajador de una cafetería, Virgilio (Harry Lloyd), está entre los testigos. Bajo la excusa de hacer esta película, el Ioanid simula un atraco al Banco Nacional de Rumanía. Al día siguiente, Virgilio deambula por el lugar y se encuentra al director, Flaviu (Allan Corduner), quien le dice que debe comprarle vodka cada vez que le haga una pregunta.
Ocho meses antes del atraco Max, Dumi, Iorgu y Răzvan, héroes de la resistencia durante la Segunda Guerra Mundial, celebran Año Nuevo y el inicio de 1959. Max se está divorciando de su mujer Sonia (Monica Bîrlădeanu). Alice vuelve de Moscú con su hijo Mirel (Marcin Walewski), fruto de una relación con Max. Ella le presenta a su padre y empiezan a crear lazos.
Una noche, la banda celebra el cumpleaños de Dumi y recuerdan sus antiguas vidas como revolucionarios. Es entonces cuando, por diversión, planean el atraco con la intención de irritar a la Rumanía Comunista, sin darse cuenta al principio de que Max se está tomando seriamente la proposición. Convence a Dumi, Iorgu y Răzvan para seguirle, pero Alice dice que no para poder criar a Mirel. No obstante, cambia de opinión cuando Mirel dice que quiere unirse y ser así el quinto miembro del grupo. Alice se enfurece cuando ve a Mirel grabando mientras se produce el robo. Después de un par de meses, Iorgu se autoimplica involuntariamente, y el grupo es individualmente localizado y arrestado por el Camarada Holban (Anton Lesser) y sus agentes policiales. Sus arrestos tienen lugar el mismo día en que el Luna 2 aluniza.
Un año más tarde, Virgilio se ha convertido en un asistente de cámara con experiencia. Su jefe le llama y le informa de que un cortometraje está a punto de iniciar su rodaje, y asigna a Virgilio para grabarlo. Se revela entonces que la obra es propaganda sobre el crimen de la banda Ionid. El grupo, ya condenado y a la espera de su ejecución, es obligado por el Securitatea protagonizarla. Más tarde, Virgilio informa a Flaviu que estuvo presente durante el robo y que las autoridades exageraron acerca de su peligrosidad. A la llegada de la banda para grabar, Alice empieza a crear vínculos con Virgilio. Cuando Flaviu se emborracha y se desmaya, Max ocupa su lugar en la dirección del rodaje. Mientras preparan una de las escenas, da secretamente a Virgilio detalles de contacto de las personas más importantes para los miembros de la banda, pidiéndole que contacte con ellos y les haga saber que siguen vivos y en prisión. Más tarde, Virgilio hace una llamada anónima a la primera persona en la lista, y continúa haciéndolo después con la ayuda de su casero Moritz (David de Keyser).
Una noche, llevan a Virgilio a la casa de Holban, quien le revela que sabe que ha estado haciendo favores a la banda y le pide que siga haciéndolo para ganarse su confianza. Le pide también que encuentre al último miembro del grupo, el hijo de Alice, ya que la banda va a ser ejecutada pronto. Un día, durante una pelea en el plató, Alice se escapa disimuladamente. Virgilio la sigue hasta una casa, donde la ve despedirse de su hijo. Después, cenan en la casa de Virgilio y duermen juntos. A la mñana siguiente, Alice se entrega a los guardas que vigilaban en el exterior y le da a Virgilio unas instrucciones en un sobre cerrado. Holban se acerca a él y le dice que escriba la dirección de Mirel, pero el finge no conocerla.
El ex-cuñado de Max (Darrell D'Silva) llega y despide a Holban alegando negligencia y agotamiento. Max le propone enviar a la banda al espacio en lugar de ejecutarlos, pero él se enfada y replica que los astronautas deberían ser héroes, no traidores. Alice pide a Virgilio en la carta que organice el Bar Mitzvah de Mirel, lo cual cumple. Iorgu, Dumi, Răzvan y Max son enviados al pelotón de fusilamiento. En forma de voz en off, Alice dice que, en el último momento, su sentencia se cambió a prisión de por vida debido a que se había quedado embarazada. La película acaba explicando a la audiencia que Alice emigró a Israel con Mirel y su hija.

## Reparto
- Vera Farmiga como Alice Bercovich.
- Mark Strong como Max Rosenthal.
- Harry Lloyd como Virgil.
- Anton Lesser como Comrade Holban.
- Christian McKay como Iorgu Ristea.
- Tim Plester como Dumitru "Dumi" Dorneanu.
- Joe Armstrong como Răzvan Orodel.
- Marcin Walewski como Mirel Bercovich.
- Darrell D'Silva como Minister.
- Stuart McQuarrie como Dumitru Dămăceanu.
- Monica Bîrlădeanu como Sonia Rosenthal.
- Allan Corduner como Flaviu.
- David de Keyser como Moritz Zilber.
- Frances Cuka como Sarah Zilber.
- Andrew Buckley como Gogu.
- Martin Hancock como Prosecutor.
- John Henshaw como Judge.
- Gwyneth Keyworth como Lidia.
- Paul Jesson como Studio Manager.

## Producción
La película fue escrita y dirigida por Nae Caranfil, y producida por Michael Fitzgerald, Denis Friedman, Renata Rainieri, Alessandro Leone y Bobby Paunescu por la productora Mandragora Movies. En agosto de 2011 se anunció que Vera Farmiga y Mark Strong habían sido seleccionados para representar a los dos personajes principales, Alice Bercovich y Max Rosenthal respectivamente. Más tarde ese mismo mes, se informó de que Harry Lloyd se había unido al reparto como Virgilio. El resto del reparto constó de Anton Lesser, Joe Armstrong, Christian McKay, Monica Bîrlădeanu, John Henshaw, Gwyneth Keyworth y Stuart McQuarrie. La mayor parte del rodaje tuvo lugar en Bucarest, Rumanía, a finales de 2011. El presupuesto de producción de la película ha sido estimado en aproximadamente 5 millones de dólares o 4.4 millones de euros.

## Distribución
La película tuvo su estreno mundial el 29 de noviembre en Making Waves: New Romanian Cinema Festival en el Lincoln Centre, antes de estrenarse en cines rumanos el 7 de marzo de 2014. La película se proyectó en el Festival de cine de rumano en Londres el 13 de noviembre de 2013. Se estrenó después en Polonia el 13 de marzo de 2015 y en los Estados Unidos por Sundance Selects el 17 de abril del mismo año. La película se proyectó en el Festival de cine judío de Toronto el 2 de mayo de 2015. La película tuvo un estreno limitado y en vídeo bajo demanda por Neo (New Entertainment Organization) en el Reino Unido el 13 de noviembre, también de ese año.

### En casa
La película se estrenó en DVD en los Estados Unidos el 15 de septiembre de 2015. Ese mismo año se puso a disposición del público en Netflix.

## Recepción

### Taquilla
La película hizo $5,396 en su única proyección en teatros en el Reino Unido.

### Respuesta de la crítica

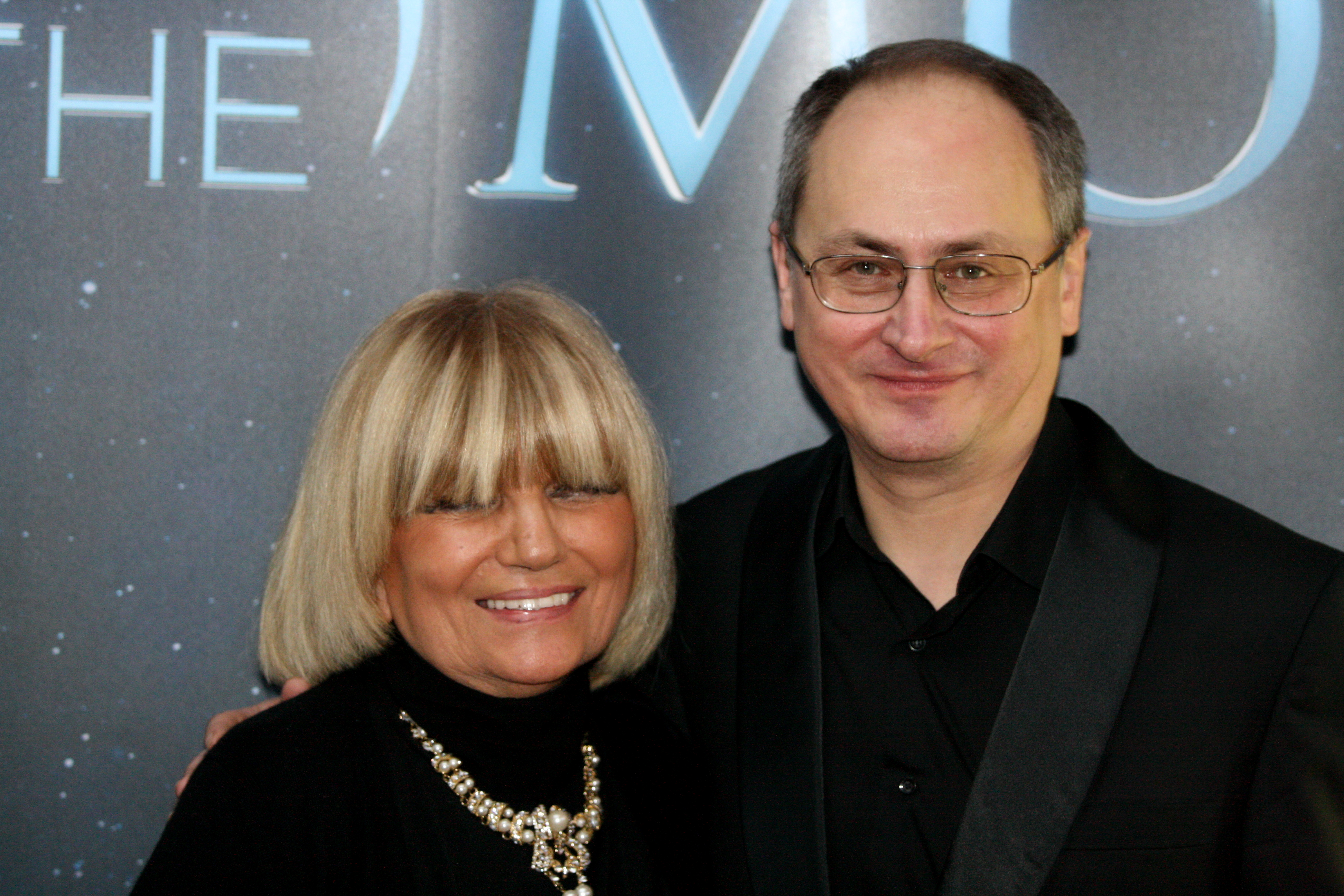
Doina Levintza y Nae Caranfil

La película recibió una recepción mayoritariamente mixta de críticos de cine. En la web de Rotten Tomatoes la película recibió un índice de aprobación de 46% basado en 13 reseñas, con una media de 5.8/10. En Metacritic la película recibió una media de 47 sobre 100 basada en 6 reseñas, lo cual indica "opiniones mixtas o medias".
Ronnie Scheib de Variety la describió como "un extraño pero real robo a un banco rumano es la inspiración de este cuento de comedia negra de la historia y su multitud de interpretaciones. Rodado en inglés con un reparto principalmente británico y americano, esta sorprendentemente entretenida  comedia negra podría conectar con los [espectadores] americanos." John DeFore de The Hollywood Reporter escribió que, "aun estando basada en una historia cierta, la película desecha algo de su afirmación de autenticidad justo al empezar, eligiendo a actores británicos y americanos en todos los personajes principales y haciéndoles hablar en inglés en vez de rumano. Después tiene problemas estableciendo los motivos de la banda para cometer el delito que todos sospechaban que les llevaría a ser ejecutados. El potencial local es modesto para la semi-convincente y entretenida historia, confiando en nombres conocidos en un reparto que resuelve bien el argumento teniendo en cuenta el inusual guión ."
Tara Karajica de Altcine.com escribió que "en lo que concierne a la interpretación, el reparto, principalmente británico y compuesto por Vera Farmiga, Mark Strong y Harry Lloyd entre  otros, es equitativamente excepcional. Los detalles técnicos así como el vestuario de Doina Levinta y la elección de música es también de primera categoría. En general, Closer to the Moon, con su tono trágico-burlesco, reparto estelar y visión novedosa e intransigente de Caranfil es una intrépida, edificante y maravillosa lección de historia, así como una valiente contribución no sólo a la Nueva ola rumana sino también al cine en general."

### Premios
| Año  | Premio       | Categoría                             | Recipient(s)                                                                          | Resultado |
| ---- | ------------ | ------------------------------------- | ------------------------------------------------------------------------------------- | --------- |
| 2014 | Gopo Premios | Película mejor                        | Bobby Paunescu, Michael Fitzgerald, Renata Rainieri, Alessandro Leone, Denis Friedman |           |
| 2014 | Gopo Premios | Más Dirigiendo                        | Nae Caranfil                                                                          |           |
| 2014 | Gopo Premios | Más Screenplay                        | Nae Caranfil                                                                          |           |
| 2014 | Gopo Premios | Actriz mejor en una Función Principal | Vera Farmiga                                                                          |           |
| 2014 | Gopo Premios | Actor mejor en una Función Principal  | Mark Fuerte                                                                           |           |
| 2014 | Gopo Premios | Actor mejor en una Función Principal  | Harry Lloyd                                                                           |           |
| 2014 | Gopo Premios | Música mejor                          | Laurent Couson                                                                        |           |
| 2014 | Gopo Premios | Cinematografía mejor                  | Marius Panduru                                                                        |           |
| 2014 | Gopo Premios | Diseño de Traje mejor                 | Doina Levintza                                                                        |           |
| 2014 | Gopo Premios | Maquillaje de Cabello & mejor         | Laura Ozier, Elena Tudor, Lucas Coulon, Andreescu Maria                               |           |
| 2014 | Gopo Premios | Sonido mejor                          | Florin Tabacaru, Alexandru Demitru, Marius Leftarache                                 |           |
| 2014 | Gopo Premios | Más Editando                          | Catalin Cristutiu, Larry Madaras, Roberto Silvi                                       |           |